# Lengua nacional
Una lengua nacional es un idioma (o una variante del idioma, por ejemplo, un dialecto) que tiene alguna conexión, de facto o de iure, con una nación. Hay poca coherencia en el uso de este término. Uno o más idiomas hablados como lenguas maternas en el territorio de un país pueden denominarse informalmente o designarse en la legislación como idiomas nacionales del país. Los idiomas nacionales se mencionan en más de 150 constituciones mundiales.
Brann, con especial referencia a la India, sugiere que hay "cuatro significados bastante distintivos" para el idioma nacional en una entidad política:
- "Lengua territorial" (chthonolect, a veces conocido como chtonolect) de un pueblo en particular
- "Lengua regional" (colectivo)
- "Lengua comunitario" (demolección) utilizado en todo un país
- "Lengua central" (politolecto) utilizado por el gobierno y quizás con un valor simbólico.

A este último se le suele dar el título de lengua oficial. En algunos casos (por ejemplo, Filipinas), varios idiomas se designan como oficiales y un idioma nacional se designa por separado.